# جيروم هندرسون
جيروم هندرسون (5 أكتوبر 1959 في الولايات المتحدة - ) (بالإنجليزية: Jerome Henderson)‏ هو لاعب كرة سلة أمريكي في مركز الوسط. لعب مع لوس أنجلوس ليكرز وميلووكي باكز.

## وصلات خارجية
- جيروم هندرسون على موقع إن بي أي (الإنجليزية)
- جيروم هندرسون على موقع سبورتس رفرنس (الإنجليزية)
- جيروم هندرسون على موقع كلية كرة السلة في سبورتس رفرنس.كوم (الإنجليزية)
- جيروم هندرسون على موقع بروبوليرز (الإنجليزية)